# Villa Greystones
La villa Greystones est une villa construite entre 1938 et 1950 à Dinard au 16, boulevard de la Mer par l'architecte Michel Roux-Spitz,.

## Historique
Villa jumelle avec Les Roches Brunes, elle est située de l'autre extrémité de la plage de Port-Salut à Dinard, face à Saint-Malo. Vers 1896, elle est baptisée « Greystones » par son propriétaire, l'industriel et député Théophile Michau (1843-1915). Elle reprend alors l'appellation d'une ancienne demeure située à cet endroit.
En ayant hérité en 1938, l'architecte Michel Roux-Spitz la détruit pour y construire à la place une villa moderne qu'il nomme « Greystones 2 ». Il commence les travaux dès 1938 et le chantier s'achève en 1950. Michel Roux-Spitz y habite jusqu'à sa mort en 1957.
À partir de sa disparition, la villa fut divisée en plusieurs lots et subit quelques modifications jusqu'en 2012. Devenue la propriété de Yves et Lotus Mahé, mécènes du festival de musique de Dinard, elle est vendue par ces derniers à l'homme d'affaires breton François Pinault en 2012, qui fait également l'acquisition de toutes les dépendances et entreprend des travaux de rénovations et d'installations d'œuvres d'art: la statue du coup de tête de Zidane réalisée par Adel Abdessemed (groupe en bronze d'une hauteur de 2,40 m) en août 2014, Rock on Top of Another Rock (Un rocher sur un autre rocher, 55 tonnes) des sculpteurs suisses Peter Fischli et David Weiss en mai 2015, et L'Arbre à la pierre de Giuseppe Penone (sculpture d'une hauteur de 13 m pesant 6 tonnes) en mai 2016,.

## Description
Juché sur la pointe de la Malouine, sur le front de mer, ce bâtiment en moellons équarris de granite et béton est entouré de parterres et domine la mer. Lieu clos avec une ouverture sur une terrasse donnant sur le jardin à l'ouest, qui est constitué de terrasses dans le style des jardins méditerranéens. De nombreux escaliers et allées sinueuses desservent ce grand jardin, orné de nombreuses œuvres d'art.
La maison à un étage est couverte d'un toit terrasse. Elle se prolonge sur la mer par un porte-à-faux de sa rotonde venant en saillie de la façade et renfermant le grand salon qui comporte une fresque réalisée de 1946 à 1950 par Louis Bouquet (1885-1952), représentant en cinq tableaux le périple imaginaire d'un Homme vêtu de blanc. Les encadrements des baies sont en pierre reconstituée selon une technique mise au point par l'entreprise Laford, et surmontés d'allégories, ainsi que le soubassement et la fontaine ornée de bas-reliefs. Le bassin de Neptune au sud de la propriété comporte deux sculptures d'Alfred Janniot (1889-1969). La façade sur jardin est précédée d'une terrasse avec en son centre un escalier en fer à cheval.
Selon l'architecte Michel Roux-Spitz, la villa s'articule autour de trois éléments principaux : « le jardin, l'escalier intérieur et la fresque ».
Dans le cadre des travaux d'embellissement de son domaine par des œuvres d'art, François Pinault a dû faire appel à une entreprise spécialisée pour poser sur le belvédère de sa villa une fondation. La sculpture Rock on Top of Another Rock (Un rocher sur un autre rocher) repose sur ce point précis.

## Statut patrimonial
La villa est inscrite monument historique par arrêté du 4 juillet 2014, qui englobe la maison avec ses terrasses en totalité ainsi que l'ajout à l'arrière du mur coupe-vent, le jardin dans son intégralité avec tous les bâtiments accessoires et annexes, sculptures et éléments décoratifs. Quelques années plus tard, par arrêté du 8 février 2019, la  villa est classée au titre des monuments historiques, le classement englobant la maison avec ses terrasses en totalité, le jardin en totalité y compris les sculptures et éléments décoratifs conçus pour celui-ci par Alfred Janniot, le pavillon hexagonal en totalité, les murs d'enceinte et les façades et toitures des dépendances pour celui-ci par Alfred Janniot,.